# Agnano (San Giuliano Terme)
Agnano è una frazione del comune italiano di San Giuliano Terme, nella provincia di Pisa, in Toscana.

## Storia
Il borgo è ricordato per la prima volta in un documento dell'anno 1047, dove è menzionato il castello di Agnano. Inizialmente dominio dei Visconti di Pisa, il castello passò ai lucchesi nel 1169. Nella metà del XIV secolo, Giovanni Scarlatti, arcivescovo di Pisa, inaugurò ad Agnano il primo monastero degli olivetani, con annessa la chiesa di San Girolamo. Nel corso del XV secolo la località divenne nota per i soggiorni che vi trascorse Lorenzo de' Medici, che qui possedeva una villa con vasta tenuta. Ad Agnano visse anche Lorenzo Cybo, che proprio qui trascorse i suoi ultimi anni di vita prima della morte sopraggiunta nel 1549.
Nel 1833 la frazione contava 469 abitanti.

## Monumenti e luoghi d'interesse
- Chiesa di San Jacopo, chiesa parrocchiale della frazione, era inizialmente intitolata a san Frediano ed è ricordata nel 1150 come appartenente al piviere di Calci.[5] La dedicazione a san Jacopo avvenne nel 1598, contemporaneamente ad un lavoro di restauro dell'edificio.[5] Un'altra significativa ristrutturazione avvenne nel 1795.[5] Danneggiata gravemente durante la seconda guerra mondiale, la chiesa fu ricostruita su progetto dell'architetto Beata Di Gaddo e consacrata dall'arcivescovo Ugo Camozzo il 25 maggio 1963.[5] La parrocchia di Agnano si estende su un territorio che conta circa 700 abitanti.[6]
- Villa di Agnano, fu fatta costruire da Lorenzo il Magnifico dopo il 1486 come casino di caccia e luogo per incontri eruditi, in una posizione strategica sia perché posta ai piedi del Monte Pisano, sia per l'amenità e la ricchezza di vegetazione e di acque, che la rendevano un luogo ideale per la villeggiatura e la caccia. Il terreno gli era stato infatti concesso in enfiteusi dai cavalieri ospitalieri di Altopascio nel 1486, assieme alla tenuta di Spedaletto vicino a Volterra. Passò in seguito ai Cybo Malaspina e poi agli Estensi di Modena. Venduta nel 1889 a Oscar Tobler, appartiene tutt'oggi ai suoi eredi.[7]